# Vitória Bisognin
Vitória Machado Bisognin (Santa Maria, Rio Grande do Sul, 19 de abril de 1992) é uma modelo e miss brasileira. 
Já trabalhou com Ana Hickmann e, em julho de 2011, disputou o concurso Miss Italia nel Mondo como Miss Italia Brasile São Paulo, evento este que reúne candidatas descendentes de italianos e que tem como objetivo valorizar a imigração italiana em outros países. Começando pela vitória na etapa nacional, em 16 de abril, ela concluiu sua participação entre as finalistas na Itália.
Vitória também foi Miss Santa Maria entre dezembro de 2010 e dezembro de 2011. Santa Maria é um município de onde saíram algumas das vencedoras mais recentes do Miss Brasil, sendo chamada às vezes de Venezuela brasileira porque suas representantes são muito bem preparadas para o concurso nacional. Ela obteve posteriormente o título de Vice-Miss no Miss Rio Grande do Sul 2012, em dezembro de 2011.
Em 2013, foi eleita Miss Ilha dos Lobos para disputar o Miss Brasil World 2014. Sua preparação para a etapa nacional começou no segundo semestre de 2013, quando a prefeita de Torres, Nílvia Pereira, recebeu-a oficialmente e a nomeou embaixatriz da cidade, convidando-a para os eventos locais desse município, onde se situa a Ilha dos Lobos.

Vitória suspendeu a faculdade de psicologia, que cursava na época, e se mudou para Porto Alegre a fim se se preparar. Ela investiu em  cuidados com o corpo, através de exercícios físicos e tratamentos estéticos, além de fazer aulas de inglês e consultas fonoaudiológicas. Como parte do projeto social do MBW, ela entregou setenta quilos de alimentos doados, que seriam distribuídos pela Secretaria de Ação Social às famílias em estado de vulnerabilidade vinculadas ao Cadastro Único.
Vitória disputou a etapa nacional na primeira semana de agosto de 2014, na cidade de Florianópolis. Ela apresentou, na Assembleia Legislativa do Rio grande do Sul, um projeto social sobre a prevenção do câncer de pele, doença de que ela mesma foi vítima em 2013, devido ao uso de câmaras de bronzeamento. O concurso contou com diversas provas, como entrevistas, disputas de esportes, desfiles com trajes de praia e de gala, competição de talentos e outras. No dia 9 de agosto, as candidatas se reuniram para a apresentação final, com transmissão por diversas redes de televisão, e os jurados escolheram Vitória em terceiro lugar, ficando portanto como a Segunda Princesa desse evento que contou com mais de 40 representantes de todo o país.   
Em 10 de janeiro de 2015, Vitória obteve o título de Segunda Princesa no concurso Rainha Internacional do Café, realizado na Colômbia. Este concurso é feito anualmente durante a tradicional Feira de Manizales daquele país. Instituído em 1958, o Reinado Internacional do Café é um dos mais antigos e tradicionais concursos de beleza do mundo, já tendo sido vencido por brasileiras, e visa a promover o café colombiano. Atualmente ela estuda Medicina Veterinária na UniRitter e continua suas atividades como modelo profissional. Na declaração feita para o Miss Mundo Brasil, ela disse que quis trocar de faculdade porque descobriu sua paixão pelos animais, tendo praticamente recomeçado do zero, mudando-se de Santa Maria para Porto Alegre e se submetendo novamente ao vestibular a fim de alcançar a felicidade.  

## Principais títulos
| Ano  | Título                                |
| ---- | ------------------------------------- |
| 2009 | Broto Cristal das Águas               |
| 2009 | Miss Beleza Rio Grande do Sul 2010    |
| 2010 | Miss Itália Nel Mondo, etapa nacional |
| 2010 | Miss Santa Maria                      |
| 2011 | Miss Brasil Itália Portugal           |
| 2013 | Miss Ilha dos Lobos                   |